# Cryptocephalus violaceus

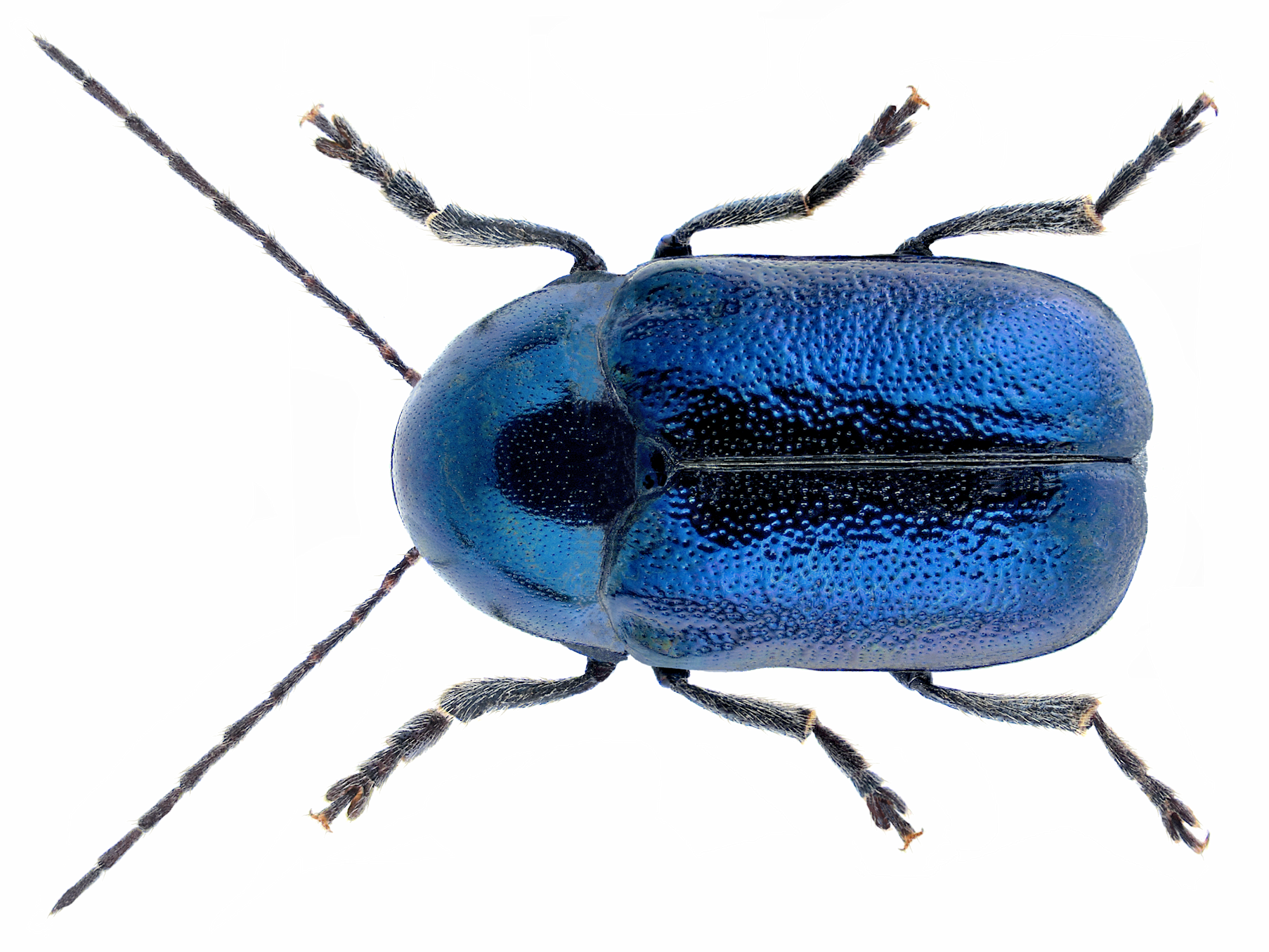
Präparat, Dorsalansicht

Cryptocephalus violaceus, auch als Violetter Fallkäfer bekannt, ist ein Käfer aus der Familie der Blattkäfer und der Unterfamilie der Fallkäfer (Cryptocephalinae).

## Merkmale des Käfers
Die Käfer erreichen eine Körperlänge von 4–7 mm. Sie sind metallisch-dunkelblau gefärbt, matt glänzend, gewöhnlich mit einem grünlichen oder violetten Stich. Der Halsschild weist eine sehr schmal aufgebogene Randkante sowie eine längsrunzelige Punktierung auf. Die Flügeldecken sind unregelmäßig punktiert. Die Stirn ist dicht und fein behaart. Fühler und Beine sind vollständig schwarz gefärbt.

## Verbreitung
Cryptocephalus violaceus ist in Mittel- und Südeuropa verbreitet. Die Art fehlt in Skandinavien und auf den Britischen Inseln. Im Osten reicht das Vorkommen bis in die Ost-Ukraine.

## Lebensweise
Die Käfer fliegen gewöhnlich von Mitte April bis Anfang Juli. Man findet sie an gelbblühenden Korbblütlern, insbesondere an Habichtskräutern (Hieracium). Die Larven leben in einem Larvensack, der ihnen Schutz vor Fressfeinden bietet. Sie ernähren sich von krautigen Pflanzen.